# Spilopimpla jeanneli
Spilopimpla jeanneli är en stekelart som först beskrevs av André Seyrig 1935.  Spilopimpla jeanneli ingår i släktet Spilopimpla och familjen brokparasitsteklar. Inga underarter finns listade i Catalogue of Life.